# Friends Will Be Friends
"Friends Will Be Friends" é um single da banda britânica de rock Queen, lançado em junho de 1986, original do álbum A Kind of Magic. Foi o trigésimo single do grupo lançado no Reino Unido e alcançou o décimo quarto lugar nas paradas.
A canção foi tocada durante a turnê do álbum, sempre entre as canções "We Will Rock You" e "We Are The Champions". Foi incluída em diversas compilações de maiores sucessos do Queen como o Greatest Hits II.
O clipe da canção foi gravado com um fã clube do grupo.

## Desempenho nas paradas
| Parada (1986)             | Melhor posição | Semanas |
| ------------------------- | -------------- | ------- |
| Dutch Singles Chart       | 16             | 9       |
| German Singles Chart      | 20             | 10      |
| Irish Singles Chart       | 4              | 5       |
| New Zealand Singles Chart | 50             | 1       |
| Swiss Singles Chart       | 19             | 5       |
| UK Singles Chart          | 14             | 12      |

## Ficha técnica
Banda
- Freddie Mercury - vocais, teclado, piano, sampler e composição
- Brian May - guitarra, vocais de apoio
- Roger Taylor - bateria e vocais de apoio
- John Deacon - baixo, guitarra e composição

Músicos convidados
- Spike Edney - teclado